# New York Cosmos
New York Cosmos a fost o echipă nord-americană de fotbal. În această echipă au jucat între alții
Pelé și Franz Beckenbauer.